# Am Oved
 (juillet 2024).

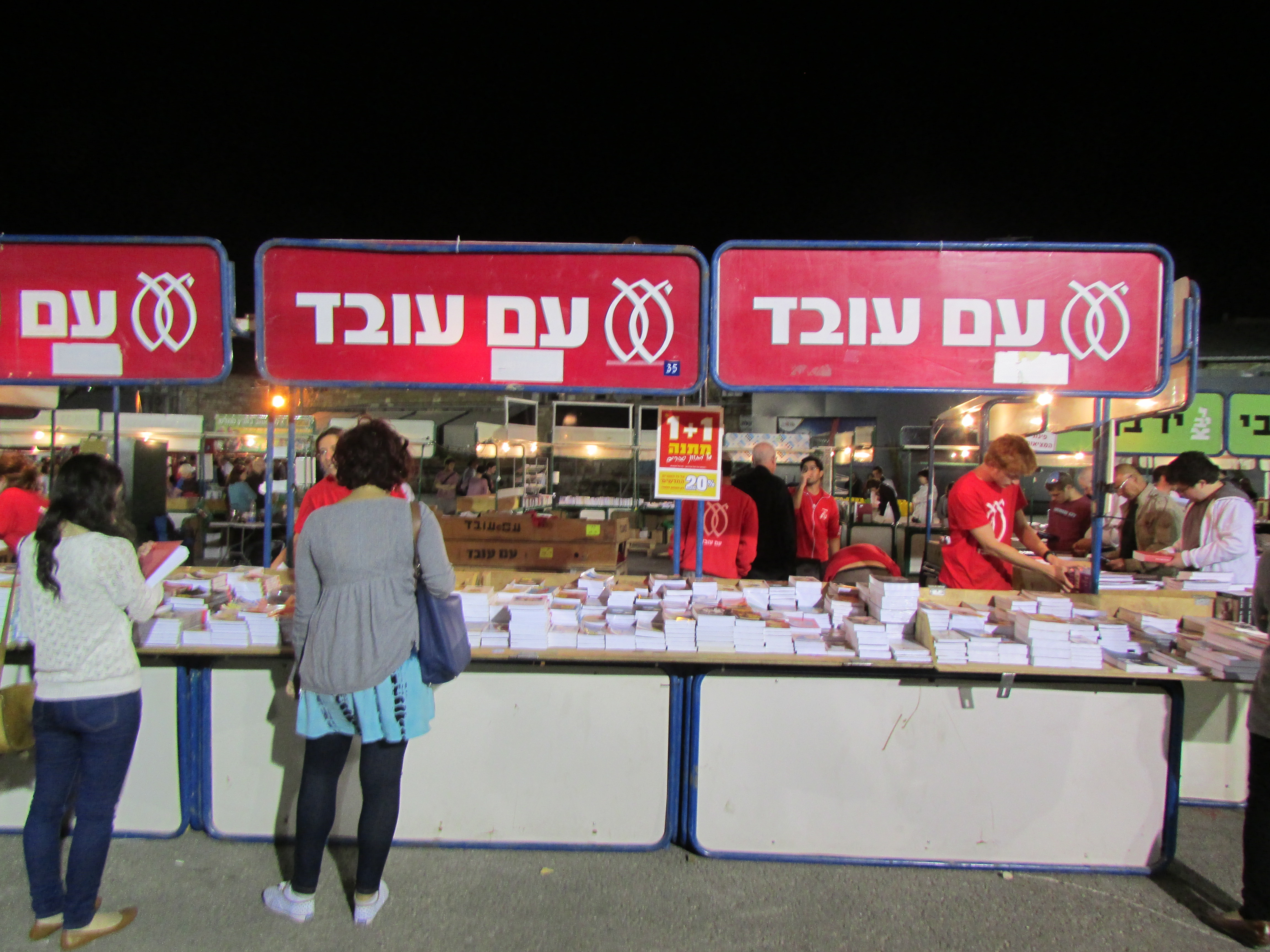

Am Oved (hébreu: עם עובד, littéralement « un peuple qui travaille ») est une maison d'édition israélienne fondée en 1942 par Berl Katznelson qui fut également son premier éditeur en chef. Elle fut initialement créée comme un organe du syndicat Histadrout pour publier des livres qui combleraient les « besoins spirituels d'une audience de travailleurs[réf. nécessaire] ».